# Mysis litoralis
Mysis litoralis är en kräftdjursart som först beskrevs av A. H. Banner 1948.  Mysis litoralis ingår i släktet Mysis och familjen Mysidae. Inga underarter finns listade i Catalogue of Life.